# Brama Wybrańców w Pszczynie
Brama Wybrańców, zwana również „Wartą” − powstała w 1687 roku, najstarsza zachowana do dziś w niezmienionej formie część kompleksu zamkowego w Pszczynie. Usytuowana w południowo-zachodniej części rynku, była głównym wjazdem na teren zamku. 
Wzniesiona została przez budowniczego Consilio Miliusa na zlecenie ówczesnego właściciela zamku, Baltazara Promnitza, w miejscu dawnej, XV-wiecznej wartowni z mostem zwodzonym przez fosę. Mieściła pomieszczenia dla straży zamkowej. Żołnierze do straży, wybierani przez Promnitzów spośród chłopów z podległych im włości, byli nazywani właśnie „wybrańcami”. Pszczyńscy „wybrańcy” strzegli zamku do 1875 roku.
Jest to budynek murowany z cegły, otynkowany, parterowy, z załamanym w kierunku południowym skrzydłem, łączącym go z oficyną i okrągłą wieżą, krytą dachem namiotowym przy narożniku południowo-wschodnim. Dach trójspadowy, kryty dachówką. Elewacja frontowa jest siedmioosiowa. Na osi brama przejazdowa sklepiona kolebkowo-krzyżowo, ujęta kamiennym, boniowanym portalem, zamkniętym półkoliście. Układ wnętrz częściowo jedno-, częściowo dwutraktowy. We wnętrzu izby, przy baszcie sklepienie kolebkowe z lunetkami; w izbie po drugiej stronie sieni, przedzielonej w nowszych czasach, strop belkowany, wsparty na profilowanym sosrębie z rozetami.
Do bramy prowadzi kamienny, łukowy mostek ponad dawną fosą, niegdyś otaczającą cały zamek. Ponad portalem połać krytego dachówką dachu przerywa ozdobny szczyt flankowany pilastrami i płaskimi esownicami, na którym umieszczono kamienne płyty z herbami właścicieli Pszczyny - Baltazara Promnitza i Emilii Agnieszki Saskiej. W szczyt wmurowana kamienna tablica, na której wyryto ukrytą w łacińskim napisie datę budowy bramy (chronostych).
Napis głosi: 
co znaczy: Wszechmocny nieba, ziemi, morza Twórca niech wartą swoją tejże bramy strzeże.
Niegdyś obok bramy, po południowej stronie zamku, wzdłuż fosy, na linii dawnego gotyckiego muru zamkowego, stał szereg innych zabudowań, w tym książęcy browar, słodownia i piekarnia. Jednak w XIX wieku wszystkie te budynki zostały zburzone.
Obiekt został wpisany do rejestru zabytków decyzją z 16 czerwca 1932 (nr rej. 32) jako „brama z basztą przy zamku Pr. von Plessa”. Wpis do rejestru zabytków wznowiono w 1966.
Przez długi czas w Bramie Wybrańców mieściły się kawiarnia („Café u Telemanna”) oraz Biuro Informacji Turystycznej. Jesienią 2019 roku Bramę Wybrańców opuściło Biuro Informacji Turystycznej, przenosząc swoją siedzibę na Rynek 19, natomiast
kawiarnia zakończyła swoją działalność w 2020 r.